# Přírodní rezervace Strunjan-Stjuža
Přírodní rezervace Strunjan-Stjuža (slovinsky Naravni rezervat Strunjan Stjuža) je část chráněné krajinné oblasti Strunjan (slovinsky Krajinski park Strunjan), která se nachází na západním slovinském pobřeží Jaderského moře na Strunjanském poloostrově.

## Historie
Přírodní rezervace Strunjan-Stjuža byla vyhlášena v roce 1990 především pro jedinečnou lagunu, která se na tomto místě nachází.

### Laguna Stjuža
Stjuža (italsky Schiusa) je jediná laguna na slovinském pobřeží. Kdysi zde byl otevřený mořský záliv. Před asi 200 lety byla mezi mořem a zálivem postavena hráz, laguna je nyní s mořem spojena kanálem. Jméno Stjuža má původ v italském slově chiusa – zavřená.
Laguna je velmi mělká. Příliv a odliv mají na pohyb vody v laguně jen malý vliv, příliv zde má malé vzedmutí, a místo není ohrožováno ani vlnobitím, ani pobřežními proudy. V laguně se kdysi chovaly ryby, ale ve třicátých letech 20. století se od chovu upustilo. Obecně všechny mořské laguny v severní části jadranského pobřeží bývaly známy četným chovem různých druhů ptáků a ryb.
Na dně laguny žije kromě jiných drobných živočichů asi 5 cm velký rak Upogebia prusilla. Patří mezi rakovce (lat. Malacostraca), tj. vyšší korýše. Je zástupce desetinožců (lat. Decapoda). V české odborné literatuře je uváděn obvykle pod svým latinským označením Upogebia prusilla. Pracovní český ekvivalent je krtonožec (nezaměňovat s krtonožkou!). Slovinsky se tento korýš nazývá škardobola nebo solinski rakec, překlad do češtiny by mohl být slaniskový rak.[zdroj?]

## Solinářství a rybolov
Území má živou tradici solinářství a rybolovu. V bezprostřední blízkosti laguny se nacházejí Strunjanské soliny, které jsou písemnou zmínkou známy již od roku 804. Rybolov, s ohledem na ochranu životního prostředí, je zde povolen pouze malými bárkami a jen několik měsíců v roce, aby rybí populace měla dostatek času ve zbývajícím období opět regenerovat.

## Naučná stezka
Rezervací vede naučná stezka s informačními tabulemi, které informují o fauně a flóře tohoto území.